# 孙庄乡 (井陉县)
孙庄乡，是中华人民共和国河北省石家庄市井陉县下辖的一个乡镇级行政单位。

## 行政区划
孙庄乡下辖以下地区：
孙庄村、北王庄村、南白花村、北白花村、东白花村、东元村、西元村、冶里村、曹麻村、南防口村、北防口村和洛阳村。